# Loglan
Loglan (logical language) ist eine Plansprache, die Ende der 1950er Jahre von James Cooke Brown entwickelt wurde.
Nach einer linguistischen Theorie – der Sapir-Whorf-Hypothese – ist die Bedeutung einer Aussage abhängig von der Struktur der Sprache: Sprache beeinflusst das Denken, nicht umgekehrt. Eine Kultur entwickelt sich demnach mit der Sprache und ihren Beschränkungen. Werden diese Beschränkungen aufgehoben, sollten sich individuelles Denken und die Entwicklung von Kulturen voranbringen lassen.
Loglan wurde dazu entworfen, diese Hypothese zu testen. Brown wollte untersuchen, ob Menschen, die eine ganz andersartige Sprache lernen, auch ganz anders denken. Daher legte er Wert darauf, dass Loglan in jeder Hinsicht von den natürlichen Sprachen abwich. Ein spezifisches Merkmal dieser Sprache ist, dass die bedeutungstragenden Wörter nicht in Verben, Hauptwörter usw. unterschieden werden und vor allem, dass die Syntax streng nach Gesichtspunkten der Prädikatenlogik aufgebaut ist. Loglan war damit die erste logische Sprache.
Die Sprache wurde erstmals im Juni 1960 im Scientific American beschrieben. Im Jahre 1966 erschien Loglan 1, eine umfassende Beschreibung der Sprache. Da Computeranalysen syntaktische Ungenauigkeiten zutage förderten, wurde die Sprache über Jahre hinweg weiterentwickelt. Erst 1988 erschien das endgültige Loglan. Es ist im Prinzip eine sprechbare Sprache. Obwohl die Grammatik einfach aufgebaut ist, fällt es jedoch schwer, die Sprache tatsächlich zu lernen.
Da Brown versuchte, die Nutzung der Sprache auf rechtlichem Wege zu beschränken, taten sich in den 1980er-Jahren etliche seiner Anhänger in der Logical Language Group zusammen und entwickelten nach ähnlichen Prinzipien eine neue, uneingeschränkt nutzbare Sprache namens Lojban. Nach dem Tod Browns im Jahre 2000 verloren die Anhänger ihre zentrale Figur und eine wissenschaftliche Autorität, weshalb sich das anfängliche Logical Language Institute bisweilen im Auflösungsstadium befand. Die bisher letzte Anpassung der Grammatik und Aktualisierung der Referenzwerke Loglan 4 und Loglan 5 erfolgten 2016 und sind u. a. als Shareware erhältlich.